# Hipocentru

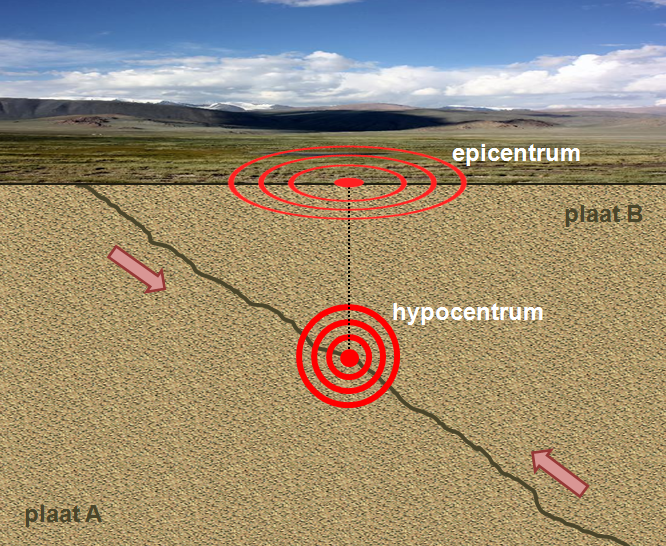

Hipocentru (din greacă υπόκεντρον sub centru) se numește locul de declanșare a unui cutremur (focar seismic) din în adâncul scoarței pământului, acolo unde au avut loc deplasări de strate. În seismologie, este un sinonim al focusului.
Când o placă tectonică este "subdusă" sub o altă placă tectonică, în lungul acestui plan înclinat se produc dizlocări de mase subcrustale, care, din locul respectiv (denumit hipocentru), propagă în toate direcțiile unde seismice.
Proiecția hipocentrului pe suprafața terestră constituie epicentrul, în jurul căruia se extinde zona epicentrală, adică suprafața terestră pe care se face proiecția focarului.